# Bosszúállók: Ítéletnap
A Bosszúállók: Ítéletnap (eredeti cím: Avengers: Doomsday) 2026-ban bemutatásra kerülő amerikai szuperhősfilm Anthony és Joe Russo rendezésében. Gyártója a Marvel Studios, forgalmazója a Walt Disney Motion Pictures. A film a Marvel-moziuniverzum (MCU) harminckilencedik filmje, és az ötödik Bosszúállók filmje. A forgatókönyvet Stephen McFeely és Michael Waldron írja.
A film várhatóan 2026. december 18-án fog megjelenni az Amerikai Egyesült Államokban.

## Szereplők
| Szereplő                         | Színész               | Magyar hang            | Leírás |
| -------------------------------- | --------------------- | ---------------------- | --- |
| Thor                             | Chris Hemsworth       | Nagy Ervin             | Bosszúálló és Új-Asgard egykori királya, az azonos nevű skandináv mitológiai isten alapján |
| Susan Storm / Láthatatlan        | Vanessa Kirby         | Bánfalvi Eszter        | A Fantasztikus Négyes alapító tagja és Johnny testvére, akinek szuperképességeit, akárcsak a Fantasztikus Négyes másik három alapító tagja, egy űrutazás során szerezte, mikor hajójukon kozmikus sugárzás hatolt át. Sue ennek hatására képessé vált láthatatlanná válni és láthatatlan erőtereket létrehozni.                                           |
| Sam Wilson / Amerika Kapitány    | Anthony Mackie        | Papp Dániel            | A Bosszúállók új vezetője, és egykori mentőejtőernyős, akit a hadsereg légiharcra képzett ki egy speciálisan tervezett szárnypár segítségével. A korábbi Sólyom. Steve neki adta a pajzsát és az Amerika Kapitány címet. |
| Bucky Barnes                     | Sebastian Stan        | Hamvas Dániel          | Kibernetikus karral rendelkező, feljavított katona és az Új Bosszúállók (korábban Mennydörgők) tényleges vezetője. A második világháborúban feltételezhetően meghalt, majd a jelenben újra felbukkant, mint agymosott bérgyilkos, mielőtt eltávolították volna a programozását.                                                                           |
| Shuri / Fekete Párduc            | Letitia Wright        | Törőcsik Franciska     | T'Challa húga, Vakanda hercegnője és bosszúálló, aki új technológiát tervez a nemzete számára. |
| Scott Lang / Hangya              | Paul Rudd             | Széles Tamás           | Bosszúálló, egykori bűnöző. A speciális ruha lehetővé teszi számára, hogy zsugorodjon vagy növekedjen. |
| John Walker / USA ügynök         | Wyatt Russell         | Brasch Bence           | Feljavított szuperkatona és az Új Bosszúállók tagja. Az amerikai hadsereg egykori kitüntetett kapitánya, aki az amerikai hadsereg Ranger-csapatának kapitánya volt, majd Amerika Kapitány lett, mielőtt az amerikai kormány méltatlanul leszerelt volna.                                                                                                  |
| Namor                            | Tenoch Huerta         | Lukács Dániel          | A Talokan, egy ősi víz alatti civilizáció uralkodója. |
| Ben Grimm / Lény                 | Ebon Moss-Bachrach    | Bede-Fazekas Szabolcs  | A Fantasztikus Négyes alapító tagja, akinek szuperképességeit, akárcsak a Fantasztikus Négyes másik három alapító tagja, egy űrutazás során szerezte, mikor hajójukon kozmikus sugárzás hatolt át. Ben ennek hatására egy hatalmas testi erővel rendelkező, narancsszínű „lénnyé” változott. Bőre pikkelyszerűvé vált, mely szinte sebezhetetlenné teszi. |
| Hszü Sang-csi (Xu Shang-Chi)     | Simu Liu              | Rohonyi Barnabás       | Bosszúálló, képzett harcművész. Gyermekkorában Ven-vu (Wenwu) a tíz gyűrű szervezetben képezte ki. Otthagyta a szervezetet és San Franciscóba költözött. |
| Jelena Belova / Fekete Özvegy    | Florence Pugh         | Mikecz Estilla         | Az Új Bosszúállók tagja, akit a Vörös Szobában képeztek ki Fekete Özvegyként. |
| Dr. Henry 'Hank' McCoy / Bestia  | Kelsey Grammer        | Csankó Zoltán          | Tudós. Szupererővel, mozgékonysággal, reflexekkel és fokozott sebességgel rendelkező mutáns, az X-Men tagja. |
| Robert "Bob" Reynolds / Őrszem   | Lewis Pullman         | Jaskó Bálint           | A Föld legerősebb egyéne, az Új Bosszúállók tagja. |
| Joaquin Torres / Sólyom          | Danny Ramirez         | Nikas Dániel           | Bosszúálló, az amerikai légierő főhadnagya, aki korábban Wilsonnal dolgozott, és felveszi a Sólyom felszerelést. |
| Johnny Storm / Fáklya            | Joseph Quinn          | Ágoston Péter          | A Fantasztikus Négyes alapító tagja és Susan testvére, akinek szuperképességeit, akárcsak a Fantasztikus Négyes másik három alapító tagja, egy űrutazás során szerezte, mikor hajójukon kozmikus sugárzás hatolt át. Johnny ennek hatására képessé vált repülni, tűzet gerjeszteni és azzal testét körülvenni.                                            |
| Alekszej Szosztakov / Vörös Őr   | David Harbour         | Király Attila          | Az Új Bosszúállók tagja, aki Amerika Kapitány orosz szuperkatona mása és Belova apafigurája. |
| M'Baku                           | Winston Duke          | Orosz Ákos             | A vakandai hegyi törzs, a Jabari-k vezetője. Vakanda királya. |
| Ava Starr / Szellem              | Hannah John-Kamen     | Martinovics Dorina     | Az Új Bosszúállók molekuláris instabilitással rendelkező tagja, aki képes átmenni a tárgyakon. |
| Loki                             | Tom Hiddleston        | Csőre Gábor            | Thor fogadott testvére és a csínytevés istene, az azonos nevű skandináv mitológiai isten alapján. Jelenleg a multiverzum istene, az Idők Végén, miután a TVA-val való együttdolgozása során az időfonó idősíkjait az Yggdrasil alakjává formálta. |
| Charles Xavier / X professzor    | Patrick Stewart       | Horányi László         | Telepatikus, kerekesszékes mutáns és az X-Men alapítója. |
| Eric Lehnsherr / Magneto         | Ian McKellen          | ?                      | Erős mutáns, aki képes mágneses mezőket létrehozni és irányítani. A régi X-Men egyik alapítója, X Professzor régi barátja, majd később ellensége. |
| Kurt Wagner / Árnyék             | Alan Cumming          | Forgács Péter          | Kék bőrű, démoni kinézetű mutáns, aki képes teleportálni, az X-Men tagja. |
| Raven Darkhölme / Mystique       | Rebecca Romijn        | Orosz Helga            | Kék bőrű, alakváltó mutáns, az X-Men tagja. |
| Scott Summers / Küklopsz         | James Marsden         | Crespo Rodrigo         | Mutáns és az X-Men vezetője, aki erős optikai energiasugarakat képes kibocsátani, amelyeket egy speciális vizorral irányít. |
| Remy LeBeau / Gambit             | Channing Tatum        | Horváth-Töreki Gergely | Mutáns, aki képes tárgyakat kinetikus energiával feltölteni, és azokat ütközéskor felrobbantani, az X-Men tagja. |
| Reed Richards / Mr. Fantasztikus | Pedro Pascal          | Varga Gábor            | A Fantasztikus Négyes vezetője és alapító tagja, akinek szuperképességeit, akárcsak a Fantasztikus Négyes másik három alapító tagja, egy űrutazás során szerezte, mikor hajójukon kozmikus sugárzás hatolt át. Reed teste ennek hatására hihetetlenül elasztikussá és ellenállóvá vált.                                                                   |
| Victor von Doom / Doktor Doom    | Robert Downey Jr.     | Fekete Ernő            | ? |
| Namora                           | Mabel Cadena          |                        | Talokani, Namor unokatestvére. |
| Attuma                           | Alex Livinalli        |                        | Talokani harcos. |
| H.E.R.B.I.E.                     | Matthew Wood (hangja) |                        | A Fantasztikus Négyes segítő robotja. |
| America Chavez                   | Xochitl Gomez         | Koller Virág           | Tinédzser, aki képes a párhuzamos dimenziók és alternatív univerzumok között utazni. |
| Franklin Richards                | ?                     | ?                      | Sue Storm és Reed Richards fia. |
| ?                                | Ryan Omoto            | ?                      | ? |
| ?                                | Daniel Omoto          | ?                      | ? |

További szereplők, akik a tervek szerint megismétlik MCU-szerepeiket a filmben:
| Szereplő                             | Színész              | Magyar hang   | Leírás |
| ------------------------------------ | -------------------- | ------------- | --- |
| Clint Barton / Sólyomszem            | Jeremy Renner        | Stohl András  | Egykori bosszúálló és a S.H.I.E.L.D. ügynöke. Kiváló íjász. A Thanos általi pityenés utáni öt évben Ronin álnéven rengeteg maffiózóval végzett világszerte.                                       |
| Dr. Stephen Strange / Doctor Strange | Benedict Cumberbatch | Simon Kornél  | Egykori idegsebész, aki egy autóbaleset után, a gyógyulás útját járva felfedezte a mágia rejtett világát és az alternatív dimenziókat, így a Misztikus Művészetek Mesterévé vált.                 |
| Peter Parker / Pókember              | Tom Holland          | Baráth István | Egy tinédzser, aki pókszerű képességeket kapott, miután megcsípte egy radioaktív pók. |
| Peggy Carter                         | Hayley Atwell        | Balsai Móni   | A Stratégiai-tudományos egység nyugalmazott katonai ügynöke és a S.H.I.E.L.D. társalapítója és Steve Rogers egykori szerelmese.                                                                   |
| Wong                                 | Benedict Wong        | Hajdu Steve   | A Legfőbb Varázsló, akit a Kamar-Taj legértékesebb ereklyéinek és könyveinek védelmével bíztak meg.                                                                                               |
| ?                                    | Chris Evans          | Zámbori Soma  | A színész korábban Steve Rogerst / Amerika Kapitányt és Johnny Stormnak / Fáklyának egy alternatív univerzumbeli változatát alakította az MCU-ban egy egyelőre megerősítendő szerepben tűnik fel. |
| Wade Wilson / Deadpool               | Ryan Reynolds        | Nagy Ervin    | A Föld-10005-ről származó okoskodó zsoldos, aki gyorsan gyógyul, de csúnya hegek vannak a testén, miután egy kísérleti regenerációs mutáción esett át a halálos rák kezelése érdekében.           |

De további karakterek feltűnése is megerősítésre vár.